# Donald II d'Escòcia
Donald II d'Escòcia (gaèlic escocès: Domnall mac Causantín, mort el 900) fou rei d'Escòcia, fill de Constantí I. Va rebre l'epítet de dásachtach (home violent) en la profecia de Berchan. No va poder evitar que els vikings noruecs ocupessin les illes del nord i oest d'Orkney el 889 i les repoblessin amb germànics, amb la finalitat d'usar-les de base per la futura colonització d'Irlanda i Anglaterra. Fou el primer a figurar en escrits com a Rí Alban, i al país l'anomenaven Albanaig o Alba, ja que Escòcia no serà usat fins al segle xiii.